# 1 Pomocniczy Batalion Policyjny
1 Pomocniczy Batalion Policyjny (ros. 1-й вспомогательный полицейский батальон) – pomocniczy oddział policyjny złożony z Ukraińców i Rosjan podczas II wojny światowej.
Batalion został sformowany 10 lipca 1941 r. w okupowanym Białymstoku. Liczył ok. 480 ludzi. Występował jako oddział "ukraiński", choć – oprócz Ukraińców – wchodziło do niego wielu Rosjan. Byli oni b. jeńcami wojennymi z Armii Czerwonej. Brakowało uzbrojenia i umundurowania, a także dowódców niższego stopnia – plutonów i drużyn. W sierpniu tego roku batalion przeniesiono do Mińska, gdzie stacjonował w budynku b. szkoły artyleryjskiej na Komarowkie. Wkrótce potem Niemcy sformowali drugi batalion, nazwany "batalionem roboczym". Oba liczyły ponad 1 tys. ludzi, współdziałając ze sobą. Najprawdopodobniej na przełomie 1941/1942 r. na ich bazie utworzono 41 Ukraiński Batalion Schutzmannschaft i 42 Ukraiński Batalion Schutzmannschaft.